# 洛克人X7
《洛克人X7》是電視遊戲洛克人X系列主軸故事的第7集。關卡環境從以往的2D環境改為立體圖形，多數路段更是在3D環境空間中進行。

## 故事大綱
自太空殖民地「歐拉西亞」在前兩作時的墜落，地球雖無滅絕，但地上的環境變成一片荒蕪，經過雷普利機器人們的共同努力下，地球復興之期指日可待。但艾克斯因懷疑武力減少非正規化發生的可行性而退下前線，令獵人缺少了重要的力量，非正規機器人的發生率亦間接增加。一群雷普利機器人見情況日下，毅然組成自警集團「紅色警戒」，動用私刑處決非正規機器人。
但在某一天，高速公路上發現非正規的蝎子形機器人，傑洛奉命到現場鎮壓，卻遇上了從「紅色警戒」逃走出來的神秘雷普利機器人艾克賽爾，兩人合作打敗蝎子形機器人，傑洛要求他一同返回獵人總部解釋前因後果。回到基地後，大廳的螢幕突然出現了「紅色警戒」首領－雷德的影像，他要求獵人們交出艾克賽爾，然後無視艾克斯的置之不顧並鄙視他的引退，雷德出動八位獎金獵人向非正規獵人挑戰。艾克賽爾去意已決，想將功贖罪的心也不被艾克斯阻止，便隨傑洛一起步向新一場戰鬥中。

## 遊戲系統

洛克人X7 遊戲主畫面

- 雙人出擊：

關卡開始之前，可選擇可出動主角中的兩位（一開始時只有傑洛跟艾克賽爾兩位），在關卡內則可自由轉換角色。
- 多方向戰鬥：

2D的關卡路線除了橫向外，有些是前後方向，甚至是螺旋形進行的。
- 求救者救助：

八大關卡中，共分佈了128位身上隔隨機擁有不同的增強角色資料的求救者，等待三位獵人拯救。若求救者遭到敵人的攻擊而死亡，將不會再次出現。
- 多重結局：

遊戲的結局，會隨玩家操作的最後一位人物而改變。
- 前作保有元素：

本作仍有「蹲下」的動作（僅限2D的路線），「吊繩」則取消。

## 關於

### 暗示
- 序章關卡再以《洛克人X》的序章關卡為題，是暗示了艾克賽爾承繼了艾克斯的鬥志和目標，不同的是，前者並非全因正義感驅使而去戰鬥，相比之下，這反而為現在的艾克斯更添上成熟的一面。

### 破例
- 在整個《洛克人X》系列中，魯莽袋鼠是唯一一位以騎乘裝甲決鬥的八大首領
  - 霸法是唯一另外的一位，但他從來不是八大首領。
  - 主角可以用騎乘裝甲來戰鬥，但是只有以下三位八大首領能騎乘裝甲戰鬥─《X4》對岩漿龍之戰、X7對魯莽袋鼠之戰，以及續作《X8》對竹林熊貓之戰。

### 批評
- 艾克斯的突然引退，令玩家大惑不解（遊戲起初無法操作），亦令傑洛和艾克賽爾無故在故事前期「擔上主角之位」。
  - 相對來說，這設定使艾克斯在後期參戰時，得不到足夠的升級空間，削弱其戰鬥力。
  - 艾克斯需要在玩家救助一半數量的求救者後（即64人），才會決定「重出江湖」。

- 3D環境，雖然對於常常局限於2D的《洛克人X系列》遊戲帶來新的突破，可是在沒有前作經驗的情況下，無論是角色的控制、鏡頭的角度、距離等等，3D表現令人感到不暢快。

## 故事情節與結局
- 本作故事背景

經艾克賽爾的自述和故事倒敘，可以知道西格瑪在雷德某次行動完成後借意接近他，藉著令紅色警戒各人變得強而名並引起雷德的興趣。西格瑪指使雷德利用艾克賽爾以獲得其他思考型機械人的DNA作強化。紅色警戒的成員漸漸沈醉於得到力量，和傷害無辜的思考型機械人。眼見組織已經變質，加上自己不停被利用，艾克賽爾無奈地逃走，投靠非正規機器人獵人。雷德想放手讓艾克賽爾離去，西格瑪就在此時控制紅色警戒的其他成員以威脅雷德召回艾克賽爾，非正規機器人獵人及紅色警戒的戰爭仍因此而展開。
- 以下劇情發生在紅蓮宮殿關卡

當三位獵人潛入紅蓮宮殿，首先面對雷德。雙方激戰一番之後，雷德敗陣，宮殿亦突然發生強烈震盪，雷德告知他們宮殿的自爆裝置已經啟動，艾克賽爾也親眼看著收養自己的雷德被活埋。
經歷宮殿內的重重區域，三位獵人看到最後的敵人──西格瑪。幾人開始了久違的熱血之戰。在墜下中的平台上打敗了西格瑪，突然，平台停留在平流層，而西格瑪更以巨大的最終型態出現，軀體力量是集合了他黑手控制紅色警戒時私下獲得的DNA而成，但最終型態的西格瑪，亦不敵三人合作的力量（遊戲中只有兩人）。
- 以下為結局動畫劇情

艾克斯、傑洛與艾克賽爾回到紅蓮宮殿的頂部，正想離開的時候，西格瑪卻以破爛的第一型態，出現在他們面前，艾克賽爾想以手槍解決西格瑪，卻反被西格瑪一拳撞飛。
艾克斯與傑洛驚愕不已，正準備出手時，雷德再次出現於他們面前，並把他們打走，西格瑪正想吸收雷德的力量報仇時，一把手槍在雷德的右手中現出（很明顯不是雷德本尊），一擊重轟西格瑪的下巴，令他從紅蓮宮殿的頂部墜下，雷德也被反彈的力道撞至牆上，變回艾克賽爾。艾克斯與傑洛問候艾克賽爾的狀況，並一同離去。
X-艾克斯的結局：席格那斯和艾莉亞在研究艾克賽爾的表現報告，席格那斯問道艾克斯會否讓艾克賽爾成為非正規獵人，但艾克斯回應說他始終不想讓艾克賽爾重行他所經歷過、帶著傷心苦痛無盡戰鬥的道路。
Z-傑洛的結局：傑洛夢見艾克斯在他面前發射重炮處決他自己（傑洛），艾莉亞的通信驚醒傑洛，他立刻出動解決非正規事件，但不知道這惡夢代表著甚麼。
A-艾克賽爾的結局：艾克賽爾嚷著會處決所有非正規機械，令艾克斯接受他成為非正規機器人獵人。艾莉亞發出非正規化事件出動指令，艾克斯還未回答，艾克賽爾已經走了老遠。

## 主題曲

### 開場
- Code Crush

愛內里菜主唱

### 尾場
- Lazy Mind

森久保祥太郎主唱

## 外部連結
- （日語）洛克人X7公式網頁